# 南楽園
南楽園（なんらくえん）は、愛媛県宇和島市にある日本庭園である。

## 内容
- 南予レクリエーション都市の一環として、1985年に愛媛県北宇和郡津島町（当時）にて開園した。
- 上池・下池と、山・里・町・海を4つの調和と持つ自然豊かな技術的アイデアを持つ池泉回遊式日本庭園があり、総合管理棟休憩所や、お食事処「食彩 和日輔別邸」も併設。
- 1989年に「日本の都市公園100選」に選ばれた。
- 運営会社の南レク株式会社は園内に本社を構える。

## 所在地
- 宇和島市津島町近家甲1813

- 宇和島市津島町近家 - 地理院地図
- 南楽園 - Google マップ

## 交通アクセス
- 宇和島道路
  - 津島高田IC
  - 津島岩松IC